# E-reader
Een e-reader of e-boeklezer is een draagbaar elektronisch apparaat om digitaal opgeslagen tekst te kunnen lezen. Het hoofdonderdeel van een e-reader is een scherm waarop tekst wordt weergegeven van speciale uitgaves, zoals van boeken, tijdschriften en kranten. Elk toestel dat tekst op een scherm kan weergeven kan als een e-reader beschouwd worden. Een e-reader is geoptimaliseerd om tekst te lezen door de combinatie van een e-inkscherm, draagbaarheid en lange accuduur.

## Overzicht
Een e-reader is in de eerste plaats ontworpen om e-boeken te lezen. In plaats van een lcd-scherm zijn de meeste schermen die gebruikt worden van e-ink, e-paper of elektronisch papier. Deze type schermen bestaan uit kleine bolletjes die al naargelang de aansturing zwart of wit kleuren. Als het scherm is opgebouwd, is er geen energie meer nodig om deze toestand in stand te houden. Dit stilstaande beeld is goed te lezen en vergelijkbaar met drukwerk. Door deze energiezuinige techniek gaat de accu vrij lang mee. Verder is het mogelijk de tekstgrootte en het lettertype aan te passen aan de wensen van de lezer. Lcd- en ledschermen op tablets hebben deze voordelen niet en zijn daarom minder geschikt als e-readerscherm.
De meeste e-readers zijn uitgerust met wifi of soms zelfs met 4G. De software kan hierdoor een link maken met een digitale bibliotheek genaamd Open Publication Distribution System (OPDS). Via dit systeem kan een gebruiker e-boeken kopen, maar ook ontlenen. Ook is het mogelijk om e-boeken via een computer te downloaden en op de e-reader te plaatsen.

## Geschiedenis
Een manifest genaamd The Readies geschreven in 1930 door Bob Brown beschrijft een simpel leestoestel dat overal mee naartoe genomen kan worden en kan worden aangesloten op een stopcontact. De Sony Librie uit 2004 wordt aangemerkt als de eerste e-reader, al werd de standaard voor e-boeken al eind jaren 90 van de twintigste eeuw vastgelegd. Zo werd bijvoorbeeld de Rocket eBook in 1998 verkocht, maar de verkopen vielen tegen. E-readers werden pas echt populair met de komst van de Amazon Kindle in 2007. De eerste Kindle was in vijf en een half uur al uitverkocht.

## Populaire e-readers
Enkele populaire e-readers zijn:
- Kobo Aura H2O;
- Kobo Clara HD;
- Kobo Forma;
- Pocketbook Inkpad;
- Pocketbook Touch Lux;
- Pocketbook Touch HD;
- Amazon Kindle;
- Amazon Paperwhite;
- Amazon Oasis.